# Distrikt Kuala Penyu

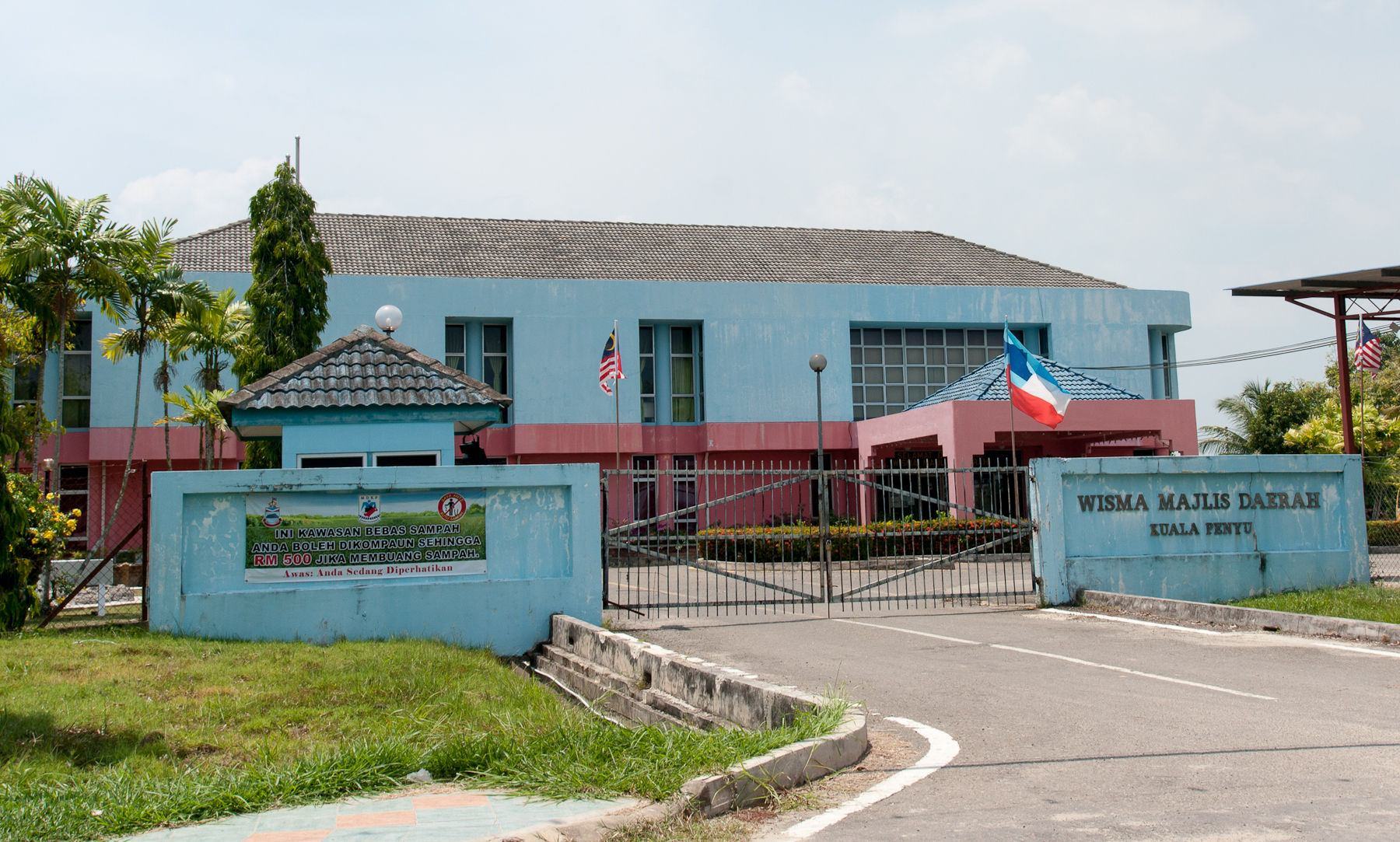
Behördenhaus Kuala Penyu

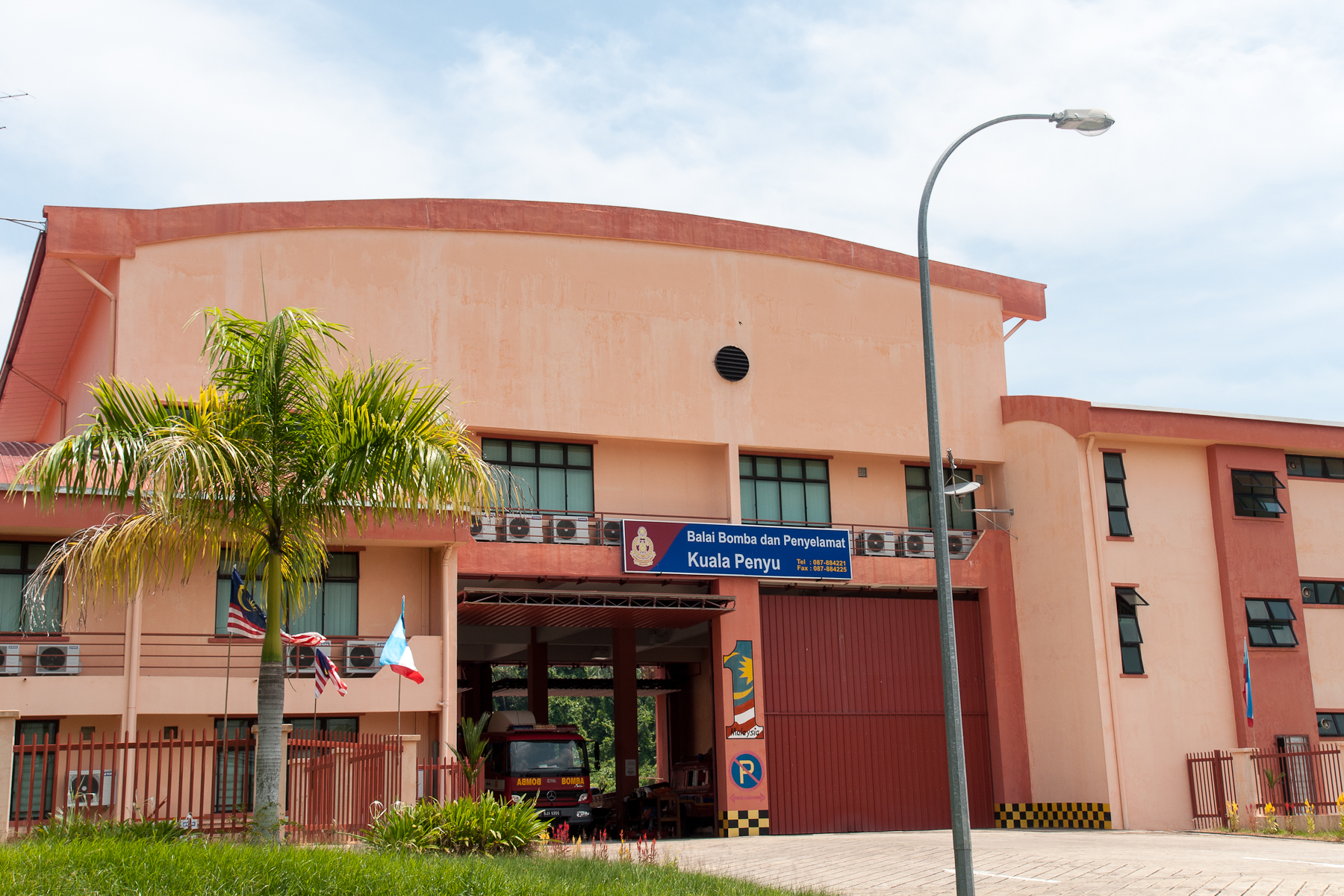
Feuerwehr und Rettungsleitstelle

Der Distrikt Kuala Penyu ist ein Verwaltungsbezirk im malaysischen Bundesstaat Sabah. Verwaltungssitz ist die Stadt Kuala Penyu. Der Distrikt ist Teil des Gebietes Interior Division, zu dem die Distrikte Beaufort, Keningau, Kuala Penyu, Nabawan, Sipitang, Tambunan und Tenom gehören.

## Demographie
Die Bevölkerung des Distrikts beträgt 23.710 (Stand: 2020). Kuala Penyu hatte laut der letzten Zählung im Jahr 2010 18.958 Einwohner und bestand mehrheitlich aus Kadazan bzw. Dusun Tatana, die die größte ethnische Gruppe stellen. Wie in vielen anderen Städten Sabahs gibt es auch hier eine beträchtliche Anzahl illegaler Immigranten aus den nahegelegenen Philippinen, vor allem aus Sulu und Mindanao, die in der Bevölkerungsstatistik nicht verzeichnet sind.

## Verwaltungssitz
Verwaltungssitz des Distrikts ist die Stadt Kuala Penyu.

## Geschichte
Kuala Penyu erlangte Distriktstatus im Jahr 1975.

## Gliederung des Distrikts
Der Distriktsverwaltung von Kuala Penyu sind vier Gemeindeverwaltungen (mukim) und ein Unterdistrikt ('Daerah Kecil') untergeordnet. Die mukim von Kuala Penyu sind
- Mukim Sitompok mit 12 Siedlungen,
- Mukim Bundu mit 10 Siedlungen,
- Mukim Kerukan mit 9 Siedlungen und
- Mukim Mantabawan mit 6 Siedlungen.

Dem Unterbezirk Menumbok sind 3 mukim mit 21 Siedlungen zugeordnet, nämlich
- Mukim Mempakul 7 Siedlungen,
- Mukim Tanjung Aru 7 Siedlungen und
- Mukim Kilugus 7 Siedlungen.